# 8-as busz (Miskolc)
A miskolci 8-as buszjárat a Repülőtér/BOSCH és a Hűtőház kapcsolatát látja el. Ezalatt érint olyan fontos megállókat is, mint például a Repülőter, a Gömöri pályaudvar és a Tiszai pályaudvar.
A végállomások közti távot körülbelül 17-22 perc (a menetrend szerint 19-20 perc) alatt teszi meg.
Nem mindegyik járat megy végig a teljes útvonalon, a menetrendben az aláhúzott járatok a Tiszai pályaudvartól indulnak (menetidő: 9-13 perc, menetrend szerint 10), a bekeretezett járatok pedig csak a Tiszai pályaudvarig közlekednek (menetidő: 10-15 perc, menetrend szerint 13).

## Története
- 1977. május 1-jéig: Búza tér - Húskombinát
- 1977. május 2.–2006. december 31. Repülőtér - Húskombinát
- 2007. január 1.–2011. június 15. Repülőtér - Tiszai pályaudvar
- 2011. június 16-tól - 2018. júniusig Repülőtér - Hűtőház
- 2018. június - Repülőtér/BOSCH - Hűtőház

2009 júniusától egyes megállók neve elavulásuk miatt megváltozott.

## Követési ideje
Hétköznap Reggel és Délután fél óránként a völgy időszakban óránként közlekedik.
Hétvégén délelőtt Tiszai pu - Repülőtér/Bosch között fél óránként,a többi időszakban óránként közlekedik. Tiszai pu - Hűtőház között egész nap óránként közlekedik.

## Útvonala
| Repülőtér/BOSCH – Hűtőház | Hűtőház – Repülőtér/BOSCH |
| --- | --- |
| - Repülőtér/BOSCH - Repülőtéri út - Besenyői út - József Attila út - Baross Gábor utca - Kandó Kálmán tér - Szinva utca - Fonoda utca - Hűtőház | - Hűtőház - Fonoda utca - Szinva utca - Kandó Kálmán tér - Baross Gábor utca - József Attila út - Besenyői út - Repülőtéri út - Repülőtér/BOSCH |

## Megállóhelyei
| 0  | Repülőtér/BOSCH végállomás | 20 | 12, 14, 20, 24, 36, 54, 240 | Repülőtér, Autóbusz-állomás, Szentpéteri kapui temető, OBI Áruház, Robert Bosch Park, Miskolci Nagybani Piac |
| 2  | Repülőtér megállóhely      | 19 | 240 | Repülőtér |
| 3  | Északi iparterület         | 18 | | |
| 4  | Zsarnai telep              | 16 | | Zsarnai telep                                                                                                |
| 5  | Sajószigeti út             | 15 | | |
| 6  | Sajórajáró út              | 14 | | |
| 7  | Vágóhíd utca               | 13 | | |
| 8  | Gömöri pályaudvar          | 12 | 32 Miskolc–Bánréve–Ózd, Miskolc–Tornanádaska | Gömöri pályaudvar                                                                                            |
| ∫  | Baross Gábor utca          | 11 | 7 | |
| 10 | Üteg utca                  | 10 | 7, 101B | Kós Károly Építőipari Szakközépiskola, MÁV Rendelő, Selyemréti Strandfürdő                                   |
| 12 | Tiszai pályaudvar          | 8  | 1, 1A, 2 1, 3, 3A, 21, 30, 31, 101B Hatvan–Miskolc–Szerencs–Sátoraljaújhely, Tiszaújváros–Nyékládháza, Miskolc–Hidasnémeti, Miskolc–Bánréve–Ózd, Miskolc–Tornanádaska | Tiszai pályaudvar                                                                                            |
| 14 | ÉMKK                       | 6  | | |
| 15 | Szinva utca                | 5  | | MÉH-telep |
| 17 | Vízügyi Igazgatóság        | 3  | | Vízügyi Igazgatóság                                                                                          |
| 18 | Keleti Iparterület         | 2  | | |
| 20 | Hűtőház végállomás         | 0  | | Húskombinát, Mirsa Zrt.                                                                                      |

## Kapcsolódó oldalak
- 8A busz (Miskolc)
- 8B busz (Miskolc)